# Saltos ornamentais no Campeonato Europeu de Esportes Aquáticos de 2018 - Trampolim 3 m sincronizado masculino
A prova do trampolim 3 m sincronizado masculino dos saltos ornamentais no Campeonato Europeu de Esportes Aquáticos de 2018 ocorreu no dia 10 de agosto no Royal Commonwealth Pool, em Edimburgo no Reino Unido. 

## Calendário
| Fase  | Data         | Hora  |
| ----- | ------------ | ----- |
| Final | 10 de agosto | 13:30 |

Todos os horários estão no horário local (UTC+0)

## Medalhistas
| Ouro                                      | Prata                                    | Bronze                                      |
| Rússia · Evgeny Kuznetsov · Ilya Zakharov | Reino Unido · Jack Laugher · Chris Mears | Alemanha · Patrick Hausding · Lars Ruediger |

## Resultados
Esses foram os resultados da competição. 
| Pos.              | Nacionalidade | Saltadores                            | Pontos | Pontos | Pontos | Pontos | Pontos | Pontos | Pontos |
| Pos.              | Nacionalidade | Saltadores                            | T1     | T2     | T3     | T4     | T5     | T6     | Total  |
| ----------------- | ------------- | ------------------------------------- | ------ | ------ | ------ | ------ | ------ | ------ | ------ |
| Medalha de ouro   | Rússia        | Evgeny Kuznetsov Ilya Zakharov        | 52.80  | 52.20  | 65.88  | 86.10  | 79.56  | 94.62  | 431.16 |
| Medalha de prata  | Reino Unido   | Jack Laugher Chris Mears              | 49.80  | 48.60  | 83.64  | 85.68  | 84.24  | 78.66  | 430.62 |
| Medalha de bronze | Alemanha      | Patrick Hausding Lars Rüdiger         | 50.40  | 48.00  | 66.96  | 75.48  | 77.70  | 76.23  | 394.77 |
| 4                 | Ucrânia       | Oleksandr Horshkovozov Oleh Kolodiy   | 48.60  | 48.00  | 75.48  | 76.26  | 58.14  | 72.42  | 378.90 |
| 5                 | Itália        | Andrea Chiarabini Giovanni Tocci      | 48.60  | 45.00  | 74.46  | 68.25  | 62.22  | 72.54  | 371.07 |
| 6                 | Polónia       | Kacper Lesiak Andrzej Rzeszutek       | 49.20  | 48.00  | 67.50  | 72.54  | 72.42  | 56.10  | 365.76 |
| 7                 | Suíça         | Guillaume Dutoit Simon Rieckhoff      | 47.40  | 43.80  | 64.80  | 62.22  | 62.31  | 67.32  | 347.85 |
| 8                 | Armênia       | Azat Harutyunyan Vladimir Harutyunyan | 43.20  | 41.40  | 61.20  | 55.80  | 62.22  | 71.40  | 335.22 |
| 9                 | Grécia        | Nikolaos Molvalis Athanasios Tsirikos | 46.20  | 43.80  | 48.36  | 55.80  | 48.72  | 55.80  | 298.68 |
| 10                | Geórgia       | Sandro Melikidze Tornike Onikashvili  | 37.80  | 39.00  | 58.50  | 60.45  | 57.60  | 35.70  | 289.05 |